# Rivals of Aether
Rivals of Aether es un videojuego de peleas de plataformas creado por Dan Fornace y lanzado para Microsoft Windows en marzo de 2017, para Xbox One en agosto de 2017 y para Nintendo Switch en septiembre de 2020. Ha recibido reseñas positivas de los críticos, quienes elogiaron su jugabilidad profunda.
Rivals of Aether tuvo varios videojuegos spin-off: un simulador de citas, Lovers of Aether, lanzado para PC el 1 de abril de 2019 y para iOS el 30 de julio de 2019; un juego de cartas, Creatures of Aether, lanzado para iOS y Android el 28 de septiembre de 2020 y para PC el 2 de agosto de 2021; y el roguelike Dungeons of Aether, lanzado para PC y Nintendo Switch en 2023. Una serie de cómics spin-off, Tales of Aether, también fue lanzada en 2021, detallando la historia previa al juego. Una secuela, Rivals 2, está planeada para su lanzamiento en 2024.

## Jugabilidad
Rivals of Aether es la secuela espiritual de Super Smash Land, un demake de Super Smash Bros. hecho por un fan, por lo que sus mecánicas están fuertemente basadas en las de Smash. Cada personaje debe intentar empujar a los demás fuera de una arena bidimensional. Además de poseer movimientos propios de estilos de lucha, los personajes también pueden usar ataques elementales o habilidades pasivas que afectan al escenario. Esto crea un metajuego de no solo atacar a otros jugadores, pero también afectar a la arena. La jugabilidad en general favorece la ofensa más que a la defensa comparada con la de Smash Bros.; los ataques solo pueden ser bloqueados ejecutando un «parry» en el momento adecuado, en lugar de mantener un escudo, y los personajes no pueden sostenerse en los bordes de la plataforma al intentar volver a ella. Para compensar, el jugador puede evadir en el aire y más seguido que en Super Smash Land.

### Personajes
Cada personaje se alinea con un elemento clásico que es fundamental para su estilo de juego. Zetterburn, Forsburn, Clairen y Mollo representan fuego; Orcane, Etalus, Ranno y Hodan representan agua; Wrastor, Absa, Elliana y Pomme representan aire; y Kragg, Maypul, Sylvanos y Olympia representan tierra. El juego también presenta personajes invitados de otras franquicias, estos son Ori y Sein de Ori and the Blind Forest, y el héroe epónimo de la serie de Shovel Knight.
En Smash Bros., muchos personajes poseen solamente ataques de combate cercano, con muchos proyectiles de corta duración. En cambio, todos los personajes de Rivals tienen al menos un movimiento con un efecto duradero en el escenario, como burbujas para atrapar enemigos, hielo para desplazarse más rápido, o un charco de agua que puede potenciar los ataques del usuario o servir como punto de teletransporte. Algunos hasta pueden crear plataformas que cambian el diseño físico del escenario. Cecilia D'Anastasio de Kotaku describió a los conjuntos de movimientos de Smash Bros. como más «reservados» comparados con los de Rivals of Aether.
El 17 de enero de 2018, Maypul y Ranno recibieron skins crossover basados en los personajes Ragnir y Wu Shang de Brawlhalla. El lanzamiento de la Edición Definitiva incluye skins adicionales que transforman a los luchadores en personajes completamente diferentes. El equipo de desarrollo ha lanzado también dos personajes a través del Steam Workshop: Guadua la panda, y el personaje en broma del Día de los Inocentes, Sandbert.
El 1 de abril de 2021, se anunció que cuatro personajes hechos por los fanes por medio de Steam Workshop serían añadidos oficialmente al juego a fines del 2021 en una actualización gratuita: Mollo, Hodan, Pomme y Olympia. Esta actualización fue lanzada el 3 de febrero de 2022.

## Trama
El reino de Aether está habitado por muchas razas de animales antropomórficos divididas principalmente entre cuatro civilizaciones en guerra, cada una poseedora de un poder elemental: fuego, agua, tierra o aire.
Las rutas comerciales de la Empresa Comercial de Agua son atacadas constantemente por la Armada Aérea, por lo que la Empresa hace un trato con el noble ladrón Orcane para recuperar sus bienes robados de la Armada a cambio de mejores condiciones de vida para la gente del Puerto Mercantil. En la Capital de Fuego, el Emperador es encontrado muerto y su hijo Forsburn es el principal sospechoso. Forsburn le dice a su hermano Zetterburn que fue incriminado por el Concejo de Fuego y el nuevo Emperador Loxodont, pero Zetterburn se niega a creerle y lo ataca. Forsburn se ve obligado a escapar al desierto vecino y es acogido por el Clan de Humo. Durante la coronación de Loxodont, la flama ceremonial es robada por una figura parecida a Orcane y es perseguida por Zetterburn, quien destruye el Puerto Mercantil enfurecido. Logra vencer a Orcane, pero se revela que solo era una sombra a su imagen. Zetterburn empieza a seguir a la sombra de regreso a su lugar de origen, mientras que el verdadero Orcane que acababa de volver de su misión decide seguirlos.
En el Bosque de Aether, la guardiana Maypul siente una extraña enfermedad que hace que la vida vegetal se pudra y deja a su hermana Mayreed atrás en busca de su fuente. Durante su búsqueda, descubre a la guardia de Fuego atacando el asentamiento del Clan Humo. Se encuentra con Forsburn y se atacan entre sí, ambos creyendo que el otro es responsable. Cuando Maypul lo acusa, Forsburn revela que tuvo un encuentro con una sombra parecida a su hermano, y especula que esta sombra tal vez sea la fuente de la enfermedad que afecta al bosque. Los dos deciden trabajar juntos para encontrar la fuente de las sombras.
Mientras se encontraban en una misión de exploración para la Armada Aérea, los hombres alados Wrastor y Bradshaw encuentran una gran grieta en la Muralla de Roca que rodea el Bosque de Aether y descienden para investigar. Sin embargo, son atacados por Kragg, uno de los constructores de la Muralla que tienen la tarea de mantener la Muralla de Roca, quien asume que ellos están allí para explotar su debilidad. Kragg logra herir severamente a Bradshaw por descuido de Wrastor, forzándolos a ambos a retirarse mientras Wrastor jura venganza. Kragg es atacado por una figura parecida a Maypul. Kragg cree en un principio que los constructores han sido traicionados por los moradores del bosque, pero Mayreed llega para confirmar que esta Maypul es una impostora. Ella manda a Kragg a rastrear a la verdadera Maypul, sin saber que está siendo seguido por Wrastor.
Los seis eventualmente convergen a un cráter en el centro de Aether. Antes de que puedan pelear entre sí, una estructura de piedra emerge del cráter. Esta estructura proviene de un abismo bajo tierra de donde emergen más sombras. Al darse cuenta de que esta es la fuente de los impostores y la enfermedad del bosque, los luchadores dejan sus rivalidades de lado y pelean juntos para vencer a las criaturas de las sombras. Victoriosos, los seis hacen las paces y acuerdan prepararse en caso de que las sombras vuelvan algún día.

## Desarrollo
Un enfoque en el desarrollo del juego fue hacerlo más rápido y más orientado a combos que Super Smash Bros. El 22 de agosto de 2017, Ori y Sein de Ori and the Blind Forest fueron lanzados como contenido descargable (DLC). El 17 de octubre de 2017, Fornace lanzó dos personajes DLC más, Ranno y Clairen. De la misma forma, el 2 de abril de 2018, Fornace lanzó otros dos personajes DLC, Sylvanos y Elliana. El 14 de septiembre de 2018, Shovel Knight fue lanzado como el segundo personaje invitado y el último personaje jugable. En 2019, el Twitter oficial de Rivals of Aether confirmó que el Steam Workshop estaría disponible para que los jugadores puedan crear sus propios personajes y escenarios. En enero de 2020, Rivals of Aether: Edición Definitiva fue reconfirmada como una versión completa del juego conteniendo todos los personajes DLC. Más tarde ese año, el 1 de abril, se anunciaron los detalles de la Edición Definitiva a través de una presentación en línea, confirmando características como nuevos desbloqueables y un nuevo modo de pelota de cuerda. La Edición Definitiva fue finalmente lanzada el 24 de septiembre de 2020. El 1 de abril de 2021, se reveló que cuatro de los personajes lanzados a través de Steam Workshop serían añadidos oficialmente en una actualización gratuita. Estos personajes, junto con una actualización que implementó rollback netcode, fueron lanzados el 3 de febrero de 2022.

## Recepción
Rivals of Aether fue recibido muy positivamente por los críticos. Nick Valdez de Destructoid le dio un 90/100, diciendo que es un juego de peleas completo que añade profundidad adicional a la fórmula de Super Smash Bros. Di Stefano Castelli de IGN Italia calificó al juego con 81/100, diciendo que carece de originalidad, pero es un remake competente a nivel técnico, atractivo para los jugadores más dedicados. Alice O'Connor de Rock, Paper, Shotgun dijo que disfrutó el diseño de personajes, y que le recuerdan a Pokémon. Megan Farokhmanesh de Polygon llamó al juego «hermoso» y «la respuesta indie a Super Smash Bros».

## Legado
El juego recibió múltiples spin-offs, siendo el primero Lovers of Aether, un simulador de citas gratuito promocional lanzado en el Día de los Inocentes de 2019, que sucede en un universo paralelo en el cual los personajes antropomórficos del juego son estudiantes de secundaria de la misma escuela, y el jugador busca una cita para el baile. Dependiendo de sus elecciones, el jugador puede ser aceptado o rechazado por su personaje escogido. Sin Vega de Rock, Paper, Shotgun aclamó al juego por hacer que todos los personajes puedan ser invitados en lugar de limitarse solo a las mujeres, como si fuese un juego bishōjo, y dándoles «más personalidad y encanto» que un simulador de citas típico.
Otro spin-off, el juego de cartas Creatures of Aether, fue lanzado originalmente el 28 de septiembre de 2020 para iOS y Android y luego fue porteado a PC el 2 de agosto de 2021. También tuvo reseñas positivas, con Harry Slater de Gamezebo dándole 4/5 estrellas, diciendo que es sorpresivamente profundo.
Tales of Aether, una serie de cómics de cuatro números detallando la historia previa de Clairen, uno de los personajes del juego, fue lanzado a lo largo de 2021. Un tercer spin-off, Dungeons of Aether, fue lanzado el 28 de febrero de 2023 y es un roguelike por turnos. Una secuela 3D fue anunciada el 1 de abril de 2021 y fue titulada Rivals 2 un año después para un lanzamiento en 2024, además de la formación de Aether Studios de supervisar la serie en el futuro.